# Interpluvialzeit
Die Interpluvialzeit ist eine mindestens mehrere Jahrzehnte lange Periode relativ trockenen Klimas zwischen zwei Pluvialzeiten.